# Коэлью, Нуну Андре
Ну́ну Андре́ да Си́лва Коэ́лью (порт. Nuno André da Silva Coelho; род. 7 января 1986, Пенафиел, Порту) — португальский футболист, защитник.

## Клубная карьера
Профессиональную карьеру начал в 2005 году в резервной команде «Порту». В следующем году был отдан в аренду в «Майа», где сыграл 14 матчей. С 2006 по 2010 был игроком основного состава «драконов», но трижды отдавался в аренду: льежский «Стандард» (2006/07), «Портимоненсе» (2007/08) и амадорская «Эштрела» (2008/09). За последний 24 августа 2008 дебютировал в Премьер-лиге в матче против «Академика» из Коимбры (1:0). В июле 2009 года, после завершения карьеры ветерана Педру Эмануэл, вернулся в «Порту», где принял участие только в матче последнего тура против «Униан Лейрия».
4 июля 2010 года Коэлью подписал четырёхлетний контракт с лиссабонским «Спортингом» за 1 миллион €. В данную сделку входило отправление Жоау Моутинью в обратном направлении. Северяне сохраняли 50 % прав игрока. 13 августа он дебютировал за столичный клуб в матче против «Пасуш де Феррейра». 26-го он забил гол с 40 метров в квалификационном матче Лиги Европы против датского «Брондбю», который помог клубу выйти в групповую стадию.
7 июня 2011 года подписал четырёхлетний контракт с «Брагой». В данную сделку входило отправление Жуана Перейры и Эвальдо Фабиано в обратном направлении. Его трехлетнее пребывание за «оружейников» было омрачено несколькими травмами.
5 июля 2014 года перешёл в состав турецкого «Балыкесирспора». 26 января 2016, после пребывания нескольких месяцев без клуба, он стал игроком «Спортинг Канзас-Сити» из MLS.

## Международная карьера
Коэлью два года провел в составе молодежной сборной Португалии. 29 августа 2010 получил вызов в национальную сборную на два отборочных матча Чемпионата Европы 2012 (против Кипра и Норвегии), но участие в них не принял.

## Достижения

### «Порту»
- Обладатель Кубка Португалии: 2009/10

### «Брага»
- Обладатель Кубка португальской лиги: 2012/13